# Mount Ptolemy, Kanada
Mount Ptolemy är ett berg i Kanada.   Det ligger på gränsen mellan Alberta och British Columbia, i den västra delen av landet, 2 900 km väster om huvudstaden Ottawa. Toppen på Mount Ptolemy är 2 813 meter över havet.
Terrängen runt Mount Ptolemy är kuperad åt sydväst, men åt nordost är den bergig. Mount Ptolemy är den högsta punkten i trakten. Runt Mount Ptolemy är det glesbefolkat, med 13 invånare per kvadratkilometer.. Närmaste större samhälle är Bellevue, 19,6 km öster om Mount Ptolemy.
Trakten runt Mount Ptolemy består i huvudsak av gräsmarker.